# Ruf nicht zu laut
Ruf nicht zu laut (Originaltitel: One Potato, Two Potato) ist ein US-amerikanisches Filmdrama des Regisseurs Larry Peerce aus dem Jahr 1964.

## Handlung
Die junge Mutter Julie wird in den frühen 1960er-Jahren von ihrem Mann verlassen, der nach Südafrika zieht. Nach ihrer Scheidung arbeitet sie in einem Büro, wo sie sich in den afroamerikanischen Büroangestellten Frank verliebt. Als beide heiraten, schlägt ihnen von allen Seiten Ablehnung entgegen – die Eltern von Frank, speziell sein Vater, lehnen die weiße Julie ab und auch Julies Familie steht der Ehe ablehnend gegenüber. Die Lage spitzt sich dramatisch zu, als Julies Ex-Mann zurückkehrt und das Sorgerecht für die gemeinsame Tochter erstreiten will. Er bringt vor Gericht vor, dass das Kindeswohl durch die Verbindung zu einem Afro-Amerikaner bedroht sei. Zwar kämpfen Frank und Julie im rassistisch geprägten Umfeld um die Elternrechte, der Richter folgt jedoch den Ausführungen des Ex-Mannes und spricht die Tochter dem Vater zu.

## Hintergrund
Der Film wurde zur Gänze in der Stadt Painesville im Nordosten Ohios gedreht.

## Rezeption
„Trotz sentimentaler Ausrutscher und konventioneller Machart ein Film, der durch seine engagierte Anteilnahme überzeugt.“

## Auszeichnungen
Oscar 1965
- Nominierung in der Kategorie Bestes Originaldrehbuch für Orville H. Hampton und Raphael Hayes

Internationale Filmfestspiele von Cannes 1964
- Auszeichnung als Beste Darstellerin für Barbara Barrie
- Nominierung für die Goldene Palme für Larry Peerce

Writers Guild of America 1965
- Nominierung in der Kategorie Best Written American Drama für Orville H. Hampton und Raphael Hayes